# 바르트 되를로
바르트 되를로(네덜란드어: Bart Deurloo, 1991년 2월 23일~)는 네덜란드의 체조 선수이다. 2020년 하계 올림픽에 참가했으며 세계 선수권 대회에서 동메달 1개를 획득했다.